# Stofhoos

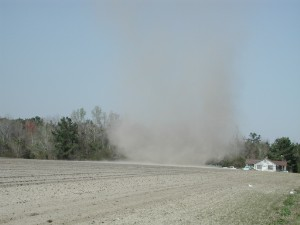
Stofhoos in South Carolina (Verenigde Staten).

Een stofhoos (ook zandhoos of stofduivel genoemd) is een kleine, relatief zwakke wervelwind die op warme dagen kan ontstaan door convectie in de lucht boven een sterk opgewarmd oppervlak.

## Ontstaan
Op warme zonnige dagen in het zomerhalfjaar met weinig wind kunnen boven sterk verhitte oppervlakken wervelwindjes ontstaan. Ze doen zich vooral voor boven zandgrond, maar soms ook boven de stenen van een plein of boven hooi op het land (een hooiduivel). Meestal is er dan een draaiende zuil van stof of zand te zien en daarom worden deze wervelwindjes stof- of zandhozen (in de Verenigde Staten dust devils) genoemd. In een vuurzee worden ook weleens vuurhoosjes gezien en ook boven de hete lava van een vulkaan zijn hoosjes waargenomen.
Het verschijnsel heeft dus alles met hitte te maken en aan de grond moet het minstens enkele tientallen graden warmer zijn dan op zo'n honderd meter hoogte. Er vormt zich dan een hete luchtbel die opstijgt, waardoor aan het aardoppervlak lucht toestroomt uit de naaste omgeving. Net als bij water in een leeglopend bad kan de toestromende lucht dan een roterende beweging krijgen.

## Kracht
In tegenstelling tot windhozen, die samenhangen met wolken op enkele honderden meters hoogte, doen stof- of zandhozen zich alleen aan het aardoppervlak en bij rustig weer voor. Stofhoosjes worden meestal maar enkele tientallen meters hoog, maar kunnen soms een hoogte bereiken van honderd meter. Zo'n lange stofhoos is te zien in de film Lawrence of Arabia. De levensduur is doorgaans niet langer dan enkele minuten. De windkracht van stofhozen kan daarom nooit in de schaal van Beaufort worden uitgedrukt, die gebaseerd is op gemiddelden van minstens tien minuten.
Stof- en zandhozen zijn minder heftig en veel onschuldiger dan windhozen bij wolken. Toch veroorzaken stofhozen soms schade of verwondingen. Dergelijke hoosjes zijn vaak krachtig genoeg om kussentjes, strandstoelen of parasols op te tillen. In de binnenstad van Utrecht zijn begin augustus 1996 zelfs bomen omver geblazen en op geparkeerde auto's terechtgekomen. Zulke krachtige stofhozen zijn zeldzaam: de meeste richten geen schade aan.

## Andere namen voor dit verschijnsel
In Twente in Nederland worden stofhozen ook wel windheksen genoemd. In het Limburgse Haspengouw wordt in het plaatselijk dialect de benaming houvrouw gebruikt. In Australië wordt een wind- of stofhoos een Willy Willy genoemd, naar de traditionele Aboriginalnaam ervoor. In Brazilië wordt de Saci in verband gebracht met stofhozen. In Egypte worden ze Ginni en/of Afrit genoemd, alwaar ze aanzien worden als geesten met goedaardige of kwaadaardige bedoelingen.

## Mars

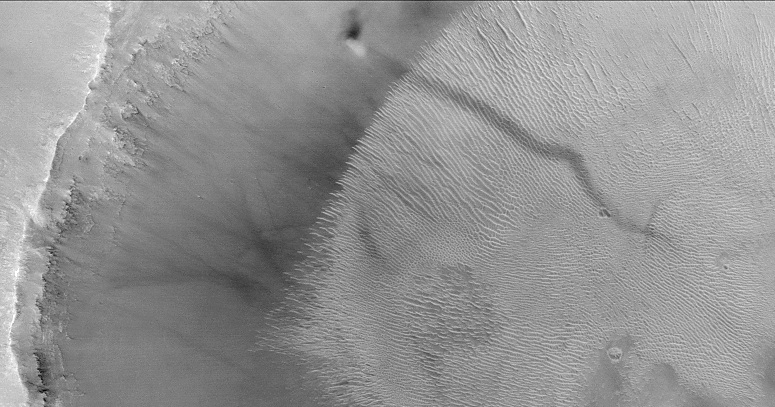
Stofhoos op Mars die een kraterwand opklimt. De donkere kronkellijn is op het marsoppervlak gevormd door de langstrekkende stofhoos (vlek aan linker uiteinde). Foto: Mars Global Surveyor

Ook op Mars zijn stofhozen waargenomen met satellietfoto's, onder andere reeds door het Viking-programma in de zeventiger jaren van de twintigste eeuw en door de Mars Pathfinder in 1997. Behalve de stofhozen is ook al een veel grotere cycloon waargenomen op Mars.
Stofhozen op Mars kunnen vele malen groter worden dan op aarde (doorsnede 50x, hoogte 10x) en vormen door hun afmeting en elektrische eigenschappen een serieuze bedreiging voor aardse technologie die naar Mars gestuurd wordt. Desalniettemin kan het ook goed uitpakken; Het team van de marsrover Spirit meldde op 12 maart 2005 dat een langstrekkende dust devil de zonnepanelen had schoongeblazen waardoor ze meer vermogen leverden en de rover dus intensiever kon worden ingezet. Een dergelijk fenomeen (zonnepanelen op mysterieuze wijze gereinigd) was al eerder waargenomen bij de marsrover Opportunity.

Stofhoos op Mars, vastgelegd door marsrover Spirit